# Lagodni život Zacka i Codyja (televizijska serija)
Lagodni život Zacka i Codyja (eng: The Suite Life of Zack & Cody) je američka humoristična serija koju su osmislili Danny Kallis i Jim Geoghan. Serija je prvi put emitirana na dječjem kanalu Disney Channel 18. ožujka 2005., s 4 milijuna gledatelja, što je najuspješnija premijera za Disney Channel u 2005. godini. Serija je bila nominirana za puno nagrada, među kojima je i Emmy. Serija je treća Disney Channel serija koja ima više od 87 epizoda, nakon serije That's So Raven i crtane serije Svemoguća Kim.
Serija je smještena u hotelu Tiptonu u Bostonu. Glavni likovi serije su Zack Martin (sebičan, nezreli blizanac), Cody Martin (mirna i pametan blizanac), London Tipton (bogatašica i nasljednica svih hotela Tipton), Maddie Fitzpatrick (prodavačica slatkiša u hotelu i povremena dadilja blizanaca), Marion Moseby (menadžer hotela koji jako mrzi blizance) i Carey Martin (samohrana majka blizanaca i pjevačica u hotelu).

## Radnja serije
Ova humoristična serija prati život 12-godišnjih blizanaca, Zacka i Codyja, čija se samohrana majka zaposli kao pjevačica u otmjenom hotelu, a ugovorom dobiva i apartman u kojem će ona i dječaci zajedno živjeti. Hotel ima bazen, sobu s videoigrama, a tu je i mnogo novih prijatelja, uključujući i prodavačicu i povremenu dadilju Maddie, kao i London, razmaženu kćer vlasnika hotela. Na muku i jad voditelja hotela g. Mosebyja, blizanci hotel pretvaraju u vlastito igralište, a osoblje i goste u aktere svojih obijesnih smicalica. 

## Uloge

### Glavne uloge
Cole Sprouse, Dylan Sprouse, Phill Lewis i Kim Rhodes glume u svih 87 epizoda serije. Brenda Song propustila je dvije epizode, dok Ashley Tisdale nije glumila u 12 epizoda 3. sezone.
| Lik                | Glumac/glumica |
| ------------------ | -------------- |
| Cody Martin        | Cole Sprouse   |
| Zack Martin        | Dylan Sprouse  |
| London Tipton      | Brenda Song    |
| Maddie Fitzpatrick | Ashley Tisdale |
| Mr. Moseby         | Phill Lewis    |
| Carey Martin       | Kim Rhodes     |

### Ponavljajuće uloge
Ovo je popis ponavljajućih uloga tijekom serije. Svaki od navedenih likova glumio je između 6 i 45 epizoda tijekom serije.
| Lik                 | Glumac/glumica          | Sezona (e) |
| ------------------- | ----------------------- | ---------- |
| Esteban Ramirez     | Adrian R'Mante          | 1, 2, 3    |
| Arwin Q. Hawkhauser | Brian Stepanek          | 1, 2, 3    |
| Bob                 | Charlie Stewart         | 1, 2, 3    |
| Muriel              | Estelle Harris          | 1 i 3      |
| Lance Fishman       | Aaron Musicant          | 1, 2, 3    |
| Barbara Brownstein  | Sophie Oda              | 1, 2, 3    |
| Millicent           | Kara Taitz              | 3          |
| Patrick             | Patrick Bristow         | 1, 2, 3    |
| Various             | Adam Tait               | 2, 3       |
| Norman Doorman      | Anthony Acker           | 1, 2, 3    |
| Janice i Jessica    | Camilla i Rebecca Rosso | 2, 3       |
| Nia Moseby          | Giovonnie Samuels       | 3          |
| Mary Margaret       | Monique Coleman         | 1, 2, 3    |
| Max                 | Alyson Stoner           | 1, 2       |
| Kurt                | Robert Torti            | 1, 2, 3    |
| Irene Concierge     | Sharon Jordan           | 1, 2, 3    |

### Poznati gosti u seriji
Ovo je popis skoro svih poznatih gostiju u seriji.
| Glumac/glumica        | Glumi                        | Sezona | Epizoda                                |
| --------------------- | ---------------------------- | ------ | -------------------------------------- |
| Moises Arias          | Randall                      | 2      | Day Care                               |
| Cheryl Burke          | Shannon                      | 2      | Loosely Ballroom                       |
| The Cheetah Girls     | sebe                         | 3      | Doin' Time in Suite 2330               |
| Chris Brown           | sebe                         | 3      | Doin' Time in Suite 2330               |
| Miley Cyrus           | Miley Stewart/Hannah Montana | 2      | That's So Suite Life of Hannah Montana |
| Michael Clarke Duncan | Coach Little                 | 3      | Benchwarmers                           |
| Daniella Monet        | Dana                         | 3      | Benchwarmers                           |
| Zac Efron             | Trevor                       | 2      | Odd Couples                            |
| Tony Hawk             | sebe                         | 3      | Foiled Again                           |
| Mark Indelicato       | Antonio                      | 3      | Lip Synchin' in the Rain               |
| Kathryn Joosten       | Grandma Marilyn              | 2      | Not So Suite 16                        |
| Victoria Justice      | Rebecca                      | 1      | The Fairest of Them All                |
| Nathan Kress          | Jamie                        | 2      | Back in the Game                       |
| Meaghan Jette Martin  | Stacey                       | 3      | Sleepover Suite                        |
| Jesse McCartney       | sebe                         | 1      | Rock Star in the House                 |
| Daryl Mitchell        | Daryl                        | 2      | Back in the Game                       |
| Tahj Mowry            | Brandon                      | 2      | Scary Movie                            |
| Kathy Najimy          | The Principal                | 3      | First Day of High School               |
| Kay Panabaker         | Amber                        | 3      | First Day of High School               |
| Tom Poston            | Merle                        | 2      | Ah! Wilderness                         |
| Raven-Symoné          | Raven Baxter                 | 2      | That's So Suite Life of Hannah Montana |
| Drew Seeley           | Geoffrey                     | 3      | Romancing the Phone                    |
| Jaden Smith           | Travis                       | 3      | Romancing the Phone                    |
| Mindy Sterling        | Sister Rose                  | 2      | Volley Dad                             |
| The Veronicas         | Themselves                   | 2      | The Suite Life Goes Hollywood 2. dio   |

## Likovi

### Cody Martin
Cody Martin (Cole Sprouse) je miran, zreliji i pametniji blizanac. Cody je manje zainteresiran za djevojke nego negov brata. U prvoj sezoni serije Cody otkrije da je deset minuta mlađi od Zacka. Cody ima curu po imenu Barbara. Cody je bio tjedan dana u matematičkom kampu. Cody je nježni blizanac u odnosu na svog brata. U epizodi "The Fairest of Them All", on se obuče u kostim djevojke da bi osvojio novac od natjecanja za miss. On nikad ne pije vodu poslije 21 i 30 (osim ako je na partiju).

### Zack Martin
Zack Martin (Dylan Sprouse) je sebičan, nezreli blizanac. U školi, je jako glup. U prvoj sezoni serije otkriveno je da je deset minuta stariji od Cody, on je rođen u 6 i 30, a Cody u 6 i 40. On to koristi kod Codyja govoreći mu da je on stariji, kad on ne želi napraviti. On se jako zaljubi u Maddie. On je gotovo uvijek u nekakvoj nevolji. Zack je više sportski tip nego njegov brat Cody.

### London Tipton
London Tipton (Brenda Song) je kći vlasnika svih hotela Tipton (Wilfred Tipton). London je jako bogata i razmažena. London voli modu, ona nosi samo dizajnersku odjeću i mrzi uniforme, posebice katoličke školske uniforme. Ona nema dadilju, ili bilo koje druge odrasle osobe, da joj pomognu, ali se oslanja na osoblje hotela Tiptona za bilo kakvu pomoć ili vodstvo. U epizodi "Forever Plaid", zbog njezinog lošeg ponašanja u svojoj staroj školi, ona je premještena u Katoličku žensku školu, "Our Lady of Perpetual Sorrow", koju pohađa Maddie. Ona uvijek govori "yay me!". Ona također ima svoj web-show pod nazivom "yay me!".

### Maddie Fitzpatrick
Maddie Fitzpatrick (Ashley Tisdale) je tinejdžerka koja prodaje slatkiše u hotelu Tiptonu. Ona je posjetila Antarktiku da pomogne spasiti pingvine. Ona je siromašna, vrlo marljiva, iskrena i inteligentna. Njezino pravo ime je "Madeline Margaret Genevieve Miranda Catherine Fitzpatrick". Ona ide u privatnu katoličku školu. Ona se pojavljuje kao sporadni lik tijekom cijele 3. sezone.

### Marion Moseby
Marion Moseby (Phill Lewis) je menadžer hotela Tipton. On se brine za London i tretira ju kao svoje dijete. On ima starijeg brata po imenu Spencer,  koji je vrlo bogat. Njegovoj baki je ime Rose Moseby, koja ga je posjetila u epizodi "Nugget of History". On ima 16-godišnju nećakinju imenom Nia Moseby, koja dolazi kao zamjena na Meddinom mjestu, kao prodavačica. Gospodin Moseby često čini budalu od sebe pred ljudima. U školi bio je kapetan navijačica. On je također bio prvak u mini golfu i učio Zack tome kako uspjeti u igranju mini-golfa.

### Carey Martin
Carey Martin (Kim Rhodes) je majka Zacka i Codyja, i hotelska pjevačica, koja jako lijepo pjeva. Bila je udana za Martina Kurta, ali su se rastali nakon što su se rodili blizanci. Arwin se u nekoliko navrata zaljubljuje u nju. Kad god Carey poljubi Arwina, on padne u nesvijest.

## Nastavak serije

### The Suite Life on Deck
The Suite Life on Deck je nastavak serije Lagodni život Zacka i Codyja, premjera je bila na Disney Channel 19. rujna 2008. godine, radnja serije je na brodu na kojem Zack, Cody i London pohađaju srednju školu, dok gospodin Moseby vodi brod. Debby Ryan se pridružuje ostalima kao Bailey Picketta, ona postaje Zacku prijateljica, a Codyju djevojka i London prijateljica i cimerica. Serija uvodi i glumca Doc Shaw kao Marka Little, prijašnja zvijezda koja je izgubila svoju slavu nakon što mu je glas promijenjen. Iako pokušaj spin-off epizoda u kojima su glumili npr. Selena Gomez i Brian Stepanek, nije napravila neke razlike u gledanosti na Disney Channel. Serija The Suite Life on Deck je preskočila pilot epizodu i otišla ravno u seriju. Serija The Suite Life on Deck je završila 6. svibnja 2011.

### The Suite Life Movie
Dana 20. rujna 2010., Disney Channel je objavio da se počeo snimati originalni film na temelju serija The Suite Life of Zack & Cody i The Suite Life on Deck.
Film Suite Life je premijerno prikazan na Disney kanalu u SAD-u i Kanadi 25. ožujka 2011.

## Nagrade i nominacije
| Godina | Nagrada                                        | Kategorija                       | Za                                                    | Rezultat   |
| ------ | ---------------------------------------------- | -------------------------------- | ----------------------------------------------------- | ---------- |
| 2005.  | Broadcast Music Incorporated Film i televizija | BMI cable nagrada                | seriju Lagodni život Zacka i Codyja                   | Nominacija |
| 2006.  | Asian Excellence                               | Izvrsna TV glumica               | glumicu Brenda Song                                   | Nominacija |
| 2006.  | Young Hollywood Artist                         | Superzvijezda od sutra           | glumicu Brenda Song                                   | Nominacija |
| 2006.  | Young Hollywood Artist                         | Najbolji glumački uzor           | glumicu Brenda Song                                   | Nominacija |
| 2006.  | Emmy                                           | Izvrsna koreografija             | epizodu "Commercial Breaks"                           | Nominacija |
| 2007.  | Emmy                                           | Izvrstan dječji program          | seriju Lagodni život Zacka i Codyja                   | Nominacija |
| 2007.  | Nickelodeon Kids' Choice                       | Omiljeni TV Show                 | seriju Lagodni život Zacka i Codyja                   | Nominacija |
| 2007.  | Nickelodeon Kids' Choice                       | Omiljeni TV glumac               | glumca Cole Sprouse                                   | Nominacija |
| 2007.  | Nickelodeon Kids' Choice                       | Omiljeni TV glumac               | glumca Dylan Sprouse                                  | Nominacija |
| 2007.  | Broadcast Music Incorporated Film i televizija | BMI cable nagrada                | seriju Lagodni život Zacka i Codyja                   | Nominacija |
| 2007.  | Young Hollywood Artist                         | Najbolja televizijska serija     | seriju Lagodni život Zacka i Codyja                   | Nominacija |
| 2007.  | Young Hollywood Artist                         | Najbolji u TV seriji             | gost zvijezdu Sammi Hanratty                          | Nominacija |
| 2007.  | Young Hollywood Artist                         | Najbolji u TV seriji             | gost zvijezdu Alyson Stoner                           | Nominacija |
| 2007.  | Young Hollywood Artist                         | Najbolji u TV seriji             | glumca Cole Sprouse                                   | Nominacija |
| 2007.  | Young Hollywood Artist                         | Najbolji u TV seriji             | glumca Dylan Sprouse                                  | Nominacija |
| 2007.  | Young Hollywood Artist                         | Najbolji u TV seriji             | gost zvijezdu Sophie Oda                              | Nominacija |
| 2007.  | Young Hollywood Artist                         | Najbolji u TV seriji             | gost zvijezdu Monet Monico                            | Nominacija |
| 2007.  | Young Hollywood Artist                         | Najbolji u TV seriji             | ponavljajuču gost zvijezdu Charlie Stewart            | Nominacija |
| 2007.  | Nickelodeon Kids' Choice                       | Najbolja televizijska serija     | seriju Lagodni život Zacka i Codyja                   | Nominacija |
| 2007.  | Nickelodeon Kids' Choice                       | Najbolja televizijska glumica    | glumicu Ashley Tisdale                                | Nominacija |
| 2008.  | Emmy                                           | Izvrstan dječji program          | seriju Lagodni život Zacka i Codyja                   | Nominacija |
| 2008.  | Nickelodeon Kids' Choice                       | Omiljeni TV Show                 | seriju Lagodni život Zacka i Codyja                   | Nominacija |
| 2008.  | Nickelodeon Kids' Choice                       | Omiljeni TV glumac               | glumca Cole Sprouse                                   | Nominacija |
| 2008.  | Nickelodeon Kids' Choice                       | Omiljeni TV glumac               | glumca Dylan Sprouse                                  | Nominacija |
| 2008.  | ASCAP                                          | Najbolja TV serija               | seriju Lagodni život Zacka i Codyja                   | Nominacija |
| 2008.  | Celebrity Love                                 | Omiljeni glumac                  | glumca Cole Sprouse                                   | Nominacija |
| 2008.  | Celebrity Love                                 | Omiljeni glumac                  | glumca Dylan Sprouse                                  | Nominacija |
| 2008.  | Celebrity Love                                 | Omiljena glumica                 | glumicu Brenda Song                                   | Nominacija |
| 2008.  | iParenting Media                               | Izvrstan proizvod                | DVD Lagodni život Zacka i Codyja: Sweet Suite Victory | Nominacija |
| 2009.  | Nickelodeon Kids' Choice                       | Omiljeni TV glumac               | glumca Cole Sprouse                                   | Nominacija |
| 2009.  | Nickelodeon Kids' Choice                       | Omiljeni TV glumac               | glumca Dylan Sprouse                                  | Nominacija |
| 2009.  | Nickelodeon Kids' Choice                       | Omiljeni TV Show                 | seriju Lagodni život Zacka i Codyja                   | Nominacija |
| 2009.  | ASCAP                                          | Najbolja TV serija               | seriju Lagodni život Zacka i Codyja                   | Nominacija |
| 2009.  | Popstar Magazine's Poptastic                   | Omiljena TV glumica              | glumicu Brenda Song                                   | Nominacija |
| 2009.  | Disney Channel Fan Nagrada                     | Omiljena Disney Channel zvijezda | glumicu Brenda Song                                   | Nominacija |
| 2009.  | Young Hollywood Artist                         | Najbolja TV serija               | gost zvijezdu Hunter Gomez                            | Nominacija |
| 2009.  | The 10th Annual Crown                          | Najbolja frizura na televiziji   | glumicu Brenda Song                                   | Nominacija |

## Međunarodna izdanje
| Država / Regija        | Kanal                                                  | Prvo emitiranje                                         | Naziv serije                                         |
| ---------------------- | ------------------------------------------------------ | ------------------------------------------------------- | ---------------------------------------------------- |
| JAR                    | Disney Channel                                         | 26. rujna 2006.                                         | we van Zack en Cody                                  |
| Njemačka               | Disney Channel Super RTL                               | 3. listopada 2005. 3. lipnja 2007.                      | Hotel Zack & Cody                                    |
| Albanija               | Junior TV                                              | 2008.                                                   | Jeta ne suite e Zak dhe Kodi                         |
| Argentina              | Disney Channel Latin America                           | 12. listopada 2005.                                     | Zack y Cody: Gemelos en Acción                       |
| Australija             | Disney Channel Australia                               | 15. travnja 2005.                                       | The Suite Life of Zack & Cody                        |
| Bugarska               | Disney Channel                                         | 19. rujna 2009.                                         | Лудориите на Зак и Коди                              |
| Brazil                 | Disney Channel Latin America Disney XD                 | 12. listopada 2005.                                     | Zack e Cody: Gêmeos em Ação                          |
| Kanada                 | Family                                                 | 3. rujna 2005.                                          | The Suite Life of Zack and Cody                      |
| Kanada                 | VRAK.TV                                                | 27. kolovoza 2007.                                      | La Vie de palace de Zack et Cody                     |
| Čile                   | Disney Channel Latin America Disney XD Canal 13        | 12. listopada 2005.                                     | Zack y Cody: Gemelos en Acción                       |
| Kolumbija              | Disney Channel Latin America                           | 12. listopada 2005.                                     | Zack y Cody: Gemelos en Acción                       |
| Južna Koreja           | Disney Channel Asia                                    | rujan 2005.                                             | 잭과 코디, 우리집은 스위트 룸                        |
| Hrvatska               | HRT 2                                                  |                                                         | Lagodni život Zacka i Codyja                         |
| Danska                 | Disney Channel Nordic                                  | 16. rujna 2005.                                         | Zack og Codys søde hotelliv                          |
| Ekvador                | Disney Channel Teleamazonas                            | 20. veljače 2006.                                       | Zack y Cody: Gemelos en accion                       |
| Španjolska             | Disney Channel Espa?a Antena 3                         | 12. rujna 2005.                                         | Hotel dulce hotel: Las aventuras de Zack y Cody      |
| SAD                    | Disney Channel ABC Kids Toon Disney Disney XD          | 18. ožujka 2005. 1. rujna 2008.                         | The Suite Life of Zack and Cody                      |
| Finska                 | Disney Channel Nordic                                  | 16. rujna 2005.                                         | Zackin ja Codyn viiden tähden elämää                 |
| Francuska              | Disney Channel France NRJ 12 Disney XD France 3        | 23. rujna 2005.                                         | La vie de palace de Zack et Cody                     |
| Grčka                  | Ellinikí Radiofonía Tileórasi Disney XD Disney Channel | studeni 2008. 3. listopada 2009. 7. studenog 2009.      | Ζακ Και Κόντυ, Σκανδαλιές στο ξενοδοχείο             |
| Hong Kong              | Disney Channel Asia TVB Pearl                          | studeni 2008.                                           | The Suite Life Of Zack & Cody Zack & Cody 同一酒店下 |
| Mađarska               | Disney Channel                                         | 19. rujna 2009.                                         | Zack és Cody élete                                   |
| Indija                 | Disney Channel India                                   | veljača 2006.                                           | The Suite Life of Zack and Cody                      |
| Irska                  | Disney Channel UK & Ireland RTÉ Two Disney XD          | 7. svibnja 2005. ožujak 2008. 31. kolovoza 2009.        | The Suite Life of Zack and Cody                      |
| Izrael                 | Arutz HaYeladim Disney Channel                         | 25. lipnja 2007.                                        | החיים היפים של זאק וקודי                             |
| Italija                | Disney Channel Italia Italia 1                         | ožujak 2007.                                            | Zack e Cody al Grand Hotel                           |
| Arapska liga           | Disney Channel Middle East                             | 2005.                                                   | The Suite Life of Zack & Cody                        |
| Malezija               | Disney Channel                                         | rujan 2005.                                             | The Suite Life of Zack and Cody 小查與寇弟的頂級生活 |
| Malta                  | Disney Channel UK & Ireland                            |                                                         | "The Suite Life of Zack & Cody"                      |
| Meksiko                | Disney Channel Latin America                           | 12. listopada 2005.                                     | Zack y Cody: Gemelos en Acción                       |
| Novi Zeland            | Disney Channel Australia TV3                           | rujan 2005.                                             | The Suite Life of Zack & Cody                        |
| Norveška               | Disney Channel Nordic                                  | 16. rujna 2005.                                         | Zack og Codys søte hotelliv                          |
| Pakistan               | Disney Channel India                                   | veljača 2006.                                           | The suite life of Zack and Cody                      |
| Nizozemska             | Disney XD                                              | 1. lipnja 2008.                                         | Het hotelleven van Zack & Cody                       |
| Flandrija              | Disney Channel                                         | 3. listopada 2009.                                      | Zack & Cody                                          |
| Panama                 | Disney Channel Tele7                                   | rujan 2005. siječanj 2007.                              | Zack y Cody: Gemelos en Acción                       |
| Peru                   | Disney Channel Latin America                           | 12. listopada 2005.                                     | Zack y Cody: Gemelos en Acción                       |
| Filipini               | Disney Channel Asia                                    | rujan 2005.                                             |                                                      |
| Poljska                | Disney Channel Polska TVP 2 Disney XD                  | 2. prosinca 2006. 7. listopada 2008. 10. siječnja 2009. | Nie ma to jak hotel                                  |
| Portugal               | Disney Channel                                         | 2005.                                                   | Hotel Doce Hotel: As Aventuras de Zack e Cody        |
| Dominikanska Republika | Disney Channel Latin America                           | 10. listopada 2005.                                     | Zack y Cody: Gemelos en Acción                       |
| Češka                  | Disney Channel                                         | 19. rujna 2009.                                         | Sladký život Zacka a Codyho                          |
| Rumunjska              | Disney Channel                                         | 19. rujna 2009.                                         | Zack şi Cody, ce viaţă minunată!                     |
| Ujedinjeno Kraljevstvo | Disney Channel UK & Ireland Disney XD ITV1/CITV        | 7. svibnja 2005. 31. kolovoza 2009. 2. listopada 2010.  | The Suite Life of Zack and Cody                      |
| Rusija                 | STS Disney Channel Russia                              | 9. veljače 2009. 10. kolovoza 2010.                     | Всё тип-топ, или жизнь Зака и Коди                   |
| Singapur               | Disney Channel Asia Okto                               | rujan 2005.                                             | The Suite Life of Zack and Cody 小查與寇弟的頂級生活 |
| Slovenija              | Kanal A                                                | 15. studenog 2008.                                      |                                                      |
| Srbija                 | Disney XD Srbija                                       | 13. veljače 2009.                                       | The Suite Life of Zack and Cody                      |
| Bosna i Hercegovina    | Disney XD Srbija                                       | 13. veljače 2009.                                       | The Suite Life of Zack and Cody                      |
| Crna Gora              | Disney XD Srbija                                       | 13. veljače 2009.                                       | The Suite Life of Zack and Cody                      |
| Ålandski Otoci         | Disney Channel Nordic                                  | 16. rujna 2005.                                         | Zack & Codys ljuva hotelliv                          |
| Švicarska              | SF Zwei                                                |                                                         | Hotel Zack & Cody                                    |
| Trinidad i Tobago      | CNC3 Television                                        | studeni 2008.                                           | The Suite Life of Zack and Cody                      |
| Trinidad i Tobago      | Disney Channel                                         | 24. ožujka 2006.                                        | The Suite Life of Zack and Cody                      |
| Republika Kina         | Disney Channel                                         | 2005.                                                   | 小查與寇弟的頂級生活                                 |
| Tajland                | Disney Channel Asia                                    | rujan 2005.                                             |                                                      |
| Turska                 | Disney Channel Disney XD                               | 29. travnja 2007. 2009.                                 | Zack ve Cody'nin Lüks Yaşamı                         |
| Venezuela              | Disney Channel Latin America Venevisión                | listopad 2005. lipanj 2008.                             | Zack y Cody: Gemelos en Acción                       |
| Vijetnam               | Disney Channel Asia                                    | rujan 2005.                                             | vCuộc sống thượng hạng của Zack và Cody              |
| Vijetnam               | VTC9                                                   | 23. travnja 2010.                                       | Hai cậu nhóc thượng lưu                              |

## DVD izdanja
Ovo su DVD izdanja iz Amerike. 
| Naslov DVD-a                           | Datum objave        | Poznate epizode |
| -------------------------------------- | ------------------- | --- |
| Disney Channel Holiday                 | 1. studenog 2005.   | "Christmas At The Tipton" (1. sezona) |
| 1. DVD: Taking Over the Tipton         | 24. listopada 2006. | "Rock Star in the House" (1. sezona) "Kisses & Basketball" (1. sezona) "Odd Couples" (2. sezona) "French 101" (2. sezona)                     |
| That's So Suite Life of Hannah Montana | 16. siječnja 2007.  | "Checkin' Out" (That's So Raven) "That's So Suite Life of Hannah Montana" (Lagodni život Zacka i Codyja) "On The Road Again" (Hannah Montana) |
| 2. DVD: Sweet Suite Victory            | 26. siječnja 2007.  | "Band In Boston" (1. sezona) "Election" (2. sezona) "Not So Suite 16" (2. sezona)                                                             |
| Wish Gone Amiss                        | 27. studenog 2007.  | "Gone Wishin" (Cory in the House) "Super Twins" (Lagodni život Zacka i Codyja) "When You Wish You Were the Star" (Hannah Montana)             |
| 3. DVD: Lip Synchin In the Rain        | 17. lipnja 2008.    | "Lip Synchin' In the Rain" (3. sezona) "The Arwin That Came to Dinner" (3. sezona) "A Tale of Two Houses" (3. sezona) "Orchestra" (3. sezona) |

## Epizode
| Sezona | Epizode | Izvorno emitiranje | Izvorno emitiranje |
| Sezona | Epizode | Premijera sezone   | Finale sezone      |
| ------ | ------- | ------------------ | ------------------ |
| 1      | 26      | 18. ožujka 2005.   | 27. siječnja 2006. |
| 2      | 39      | 3. veljače 2006.   | 2. lipnja 2007.    |
| 3      | 22      | 23. lipnja 2007.   | 1. rujna 2008.     |

## Vanjske poveznice
- Lagodni život Zacka i Codyja na službenoj web stranici